# Claudio Ramiadamanana
Claudio Ramiadamanana (ur. 22 października 1988 w Antananarywie) – napastnik reprezentacji Madagaskaru w piłce nożnej. Karierę zaczynał w madagaskarskim Académie Ny Antsika, w którym grał do 2007. Następnie występował w tajskim Muangthong United oraz francuskich SO Romorantin, US Orléans, Paris FC, Bourges 18, JS Saint-Pierroise, La Roche VF, FC Chartres, AS Excelsior i Pacy Ménilles RC.